# Cum On Feel the Noize
Cum On Feel the Noize – piosenka rockowa zespołu Slade, wydana na singlu w 1973 roku. Piosenka zajęła pierwsze miejsce na liście UK Singles Chart. W 1983 zespół Quiet Riot nagrał swoją wersję utworu, która uplasowała się na piątym miejscu zestawienia Hot 100.

## Charakterystyka
Był to typowy glamrockowy utwór Slade – głośny, hymniczny i energiczny. Pierwotnie piosenka miała mieć tytuł „Cum On Hear the Noize”. Otwierające utwór słowa „Baby, baby, baby” były testem mikrofonu, ale pozostały w piosence. Piosenka stała się jednym z pierwszych hitów gatunku. Do utworu zrealizowano klip, przedstawiający zespół koncertujący w Hadze.
W 1983 roku podczas prac zespołu Quiet Riot nad albumem Metal Health producent Spencer Proffer zaproponował zespołowi nagranie coveru tej piosenki, na co nie chciał przystać wokalista Kevin DuBrow. Argumentem była chęć stworzenia przez zespół każdej piosenki na albumie. Zespół nagrał piosenkę w studio w sposób niestaranny, jednak wykonanie spodobało się producentowi. Utwór nabrał cech piosenki metalowej, z ciężkimi gitarami i perkusją. Do piosenki nagrano teledysk w reżyserii Marka Rezyki. Klip był często odtwarzany w MTV, powodując wzrost popularności zespołu.

## Pozycje na listach przebojów
| Lista             | Pozycja | Źródło |
| ----------------- | ------- | ------ |
| Austria           | 10      | [ 4 ]  |
| Belgia (Flandria) | 5       | [ 4 ]  |
| Belgia (Walonia)  | 3       | [ 4 ]  |
| Holandia          | 6       | [ 4 ]  |
| Irlandia          | 1       | [ 5 ]  |
| Niemcy            | 8       | [ 4 ]  |
| Stany Zjednoczone | 98      | [ 1 ]  |
| Szwajcaria        | 4       | [ 4 ]  |
| Wielka Brytania   | 1       | [ 1 ]  |

| Lista             | Pozycja | Źródło |
| ----------------- | ------- | ------ |
| Kanada            | 8       | [ 6 ]  |
| Nowa Zelandia     | 34      | [ 4 ]  |
| Stany Zjednoczone | 5       | [ 7 ]  |
| Wielka Brytania   | 45      | [ 8 ]  |